# Квіткомох
Квіткомох (Anthelia) — єдиний рід печіночників у родині квіткомохових (Antheliaceae) з порядку юнгерманіальних (Jungermanniales). Більшість видів зустрічаються в Північній півкулі, і лише кілька видів зустрічаються в Південній півкулі.

## Види
Види:
- Anthelia africana Stephani
- Anthelia andina Herzog
- Anthelia asperifolia (Taylor) Spruce
- Anthelia julacea (L.) Dumort.
- Anthelia juratzkana (Limpr.) Trevis.
- Anthelia subaequifolia (Nees & Mont.) Trevis.
- Anthelia viridissima (Nees) Dumort.